# Jorge Garciarce
Jorge Garciarce Dávila (Guadalajara, Jalisco, México; 29 de diciembre de 2004) es un piloto de automovilismo mexicano. Actualmente compite en el Campeonato U.S. F2000 y en la SC Súper Copa en la categoría GTM Pro 1.
En 2022 ganó la SC Súper Copa Mercedes Benz junto a Salvador de Alba Jr., esto con el equipo Sidral Aga Racing Team.

## Resumen de carrera
| Temporada | Categoría                         | Equipo                        | Carreras     | Victorias    | Poles        | VR           | Podios       | Puntos       | Pos.         |
| --------- | --------------------------------- | ----------------------------- | ------------ | ------------ | ------------ | ------------ | ------------ | ------------ | ------------ |
| 2019-20   | Campeonato NACAM de Fórmula 4     | Sidral AGA-Checo Pérez        | 18           | 1            | 0            | 1            | 2            | 88           | 6.º          |
| 2020      | SC Súper Copa - GTM Pro 1         | Sidral Aga Racing Team        | 10           | 1            | 3            | 0            | 3            | 945          | 9.º          |
| 2021      | Campeonato de España de F4        | Jenzer Motorsport             | 3            | 0            | 0            | 0            | 0            | 0            | 28.º         |
| 2021      | ADAC Fórmula 4                    | Jenzer Motorsport             | 6            | 0            | 0            | 0            | 0            | 0            | NC†          |
| 2021      | Campeonato de Italia de Fórmula 4 | Jenzer Motorsport             | 21           | 0            | 0            | 0            | 0            | 1            | 34.º         |
| 2022      | Campeonato Nacional U.S. F2000    | Jay Howard Driver Development | 18           | 0            | 0            | 0            | 0            | 142          | 13.º         |
| 2022      | SC Súper Copa - GTM Pro 1         | Sidral Aga Racing Team        | 16           | 6            | 7            | 0            | 10           | 1353         | 1.º          |
| 2023      | Campeonato U.S. F2000             | DEForce Racing                | 18           | 0            | 0            | 0            | 0            | 212          | 8.º          |
| 2023      | Campeonato USF Pro 2000           | DEForce Racing                | 2            | 0            | 0            | 0            | 0            | 17           | 27.º         |
| 2024      | Campeonato USF Pro 2000           | DEForce Racing                | 18           | 0            | 0            | 0            | 0            | 199          | 10.º         |
| 2025      | Campeonato USF Pro 2000           | DEForce Racing                | Disputándose | Disputándose | Disputándose | Disputándose | Disputándose | Disputándose | Disputándose |
| Fuente:   |                                   |                               |              |              |              |              |              |              |              |

## Resultados

### Campeonato de Italia de Fórmula 4
(Clave) (negrita indica pole position) (cursiva indica vuelta rápida puntuable)

| Año  | Equipo            | 1   | 1   | 1   | 2   | 2   | 2   | 3   | 3   | 3   | 4   | 4   | 4   | 5   | 5   | 5   | 6   | 6   | 6   | 7   | 7   | 7   | Pos. | Puntos |
| ---- | ----------------- | --- | --- | --- | --- | --- | --- | --- | --- | --- | --- | --- | --- | --- | --- | --- | --- | --- | --- | --- | --- | --- | ---- | ------ |
| 2021 | Jenzer Motorsport | LEC | LEC | LEC | MIS | MIS | MIS | VLL | VLL | VLL | IMO | IMO | IMO | SPI | SPI | SPI | MUG | MUG | MUG | MNZ | MNZ | MNZ | 34.º | 1      |
| 2021 | Jenzer Motorsport | 32  | 29† | 28  | 25  | 23  | 23  | 25  | Ret | 18  | 10  | 15  | 22  | 27  | Ret | 24  | 25  | 23  | 23  | 13  | 25  | 21  | 34.º | 1      |

### Campeonato U.S. F2000
(Clave) (negrita indica pole position) (cursiva indica vuelta rápida puntuable)

| Año   | Equipo                        | 1      | 2      | 3      | 4      | 5     | 6      | 7      | 8      | 9      | 10     | 11     | 12     | 13     | 14     | 15    | 16    | 17     | 18    | Pos. | Puntos |
| ----- | ----------------------------- | ------ | ------ | ------ | ------ | ----- | ------ | ------ | ------ | ------ | ------ | ------ | ------ | ------ | ------ | ----- | ----- | ------ | ----- | ---- | ------ |
| 2022  | Jay Howard Driver Development | STP 19 | STP 11 | ALA 14 | ALA 12 | IMS 7 | IMS 15 | IMS 19 | IRP 15 | ROA 15 | ROA 16 | MOH 17 | MOH 14 | MOH 19 | TOR 14 | TOR 8 | POR 9 | POR 10 | POR 6 | 13.º | 142    |
| 2023* | DEForce Racing                | STP 13 | STP 5  | SEB 9  | SEB 6  | IMS   | IMS    | IMS    | IRP    | ROA    | ROA    | MOH    | MOH    | MOH    | TOR    | TOR   | POR   | POR    | POR   | 6.º* | 52*    |

- * Temporada en progreso.